# 前田ランプ
前田ランプ（まえだランプ）は、福岡県北九州市八幡東区にある国道3号（黒崎バイパス）のランプである。

## 道路
- 国道3号（黒崎バイパス）

## 接続する道路
- 北九州市道

## 歴史
- 2012年
  - 3月30日 : 当ランプ - 黒崎北ランプ間開通に伴い供用開始
  - 9月30日 : 東田ランプ - 当ランプ間開通

## 周辺
- 八幡駅（JR鹿児島本線）
- 日本製鉄 八幡製鐵所
- 黒崎播磨 本社・八幡工場
- タカミヤ 本社・物流センター

## 隣
黒崎バイパス
東田ランプ※ - 前田ランプ - 黒崎北ランプ
※ 東田ランプは一般道への流出は不可。北九州都市高速5号線のみ接続。
※ 一般道へは前田ランプで流出すること。